# Cinema2
Cinema2 [ˈtʃiːnema ˌdos] war ein kurzlebiges italienisches Latin-Pop-Duo, bestehend aus Barbara Clara (* 1981) und Andrea Delogu (* 1982).

## Geschichte
Die Fernsehmoderatorin Delogu und das venezolanische Model Clara lernten sich 2003 im Fernsehumfeld kennen und beschlossen, ein Musikduo zu gründen. Zunächst beschränkten sich ihre Aktivitäten auf das Internet, insbesondere YouTube und MySpace. Im Sommer 2007 präsentierten sie unter dem Namen Cinema2 die erste Single Suave, in Zusammenarbeit mit den Produzenten Carlo Nasi und Adriano Posse. Das Lied fand Verwendung in einem amerikanischen Heineken-Werbespot, außerdem gelang dem Duo damit ein Top-10-Erfolg in den italienischen Charts. Anfang 2008 erreichte es mit der zweiten Single Estupido die Chartspitze. Im selben Jahr erschien das Album Chicas de contrabando, gefolgt von der Single Ah! ah! ah!; außerdem trat das Duo als Teil des Casts in der Comedy-Show Saturday Night Live from Milano auf Italia 1 auf.

## Diskografie
Alben
- Chicas de contrabando (2008)

Singles

| Jahr | Titel Album                       | Höchstplatzierung, Gesamtwochen, AuszeichnungChartsChartplatzierungen (Jahr, Titel, Album, Platzierungen, Wochen, Auszeichnungen, Anmerkungen) | Anmerkungen |
| Jahr | Titel Album                       | IT | Anmerkungen |
| ---- | --------------------------------- | --- | ----------- |
| 2007 | Suave Chicas de contrabando       | IT6 (8 Wo.)IT |             |
| 2008 | Estupido Chicas de contrabando    | IT1 (4 Wo.)IT |             |
| 2008 | Ah! ah! ah! Chicas de contrabando | IT7 (4 Wo.)IT |             |

- Grita (2008)

## Belege
1. 1 2  Giulia Sarti: Cinema2: le regine della musica on line sul palco del Mach Music Globe Party. In: La Gazzetta di Sondrio. 10. März 2008, archiviert vom Original am 11. Mai 2013; abgerufen am 21. Mai 2019 (italienisch).
2. 1 2  Cinema 2, estate caliente con Barbara e Andrea. In: BE! Magazine. 27. Juni 2008, archiviert vom Original am 13. Juli 2012; abgerufen am 21. Mai 2019 (italienisch).
3. ↑  Il primo tormentone dell’estate è delle Cinema2? In: Rockol.it. Abgerufen am 21. Mai 2019 (italienisch).
4. ↑  Saturday Night Live: un’ora, un incubo. In: TVblog.it. Blogo.it, 8. Oktober 2008, abgerufen am 21. Mai 2019 (italienisch).
5. ↑  Guido Racca & Chartitalia: Top 100 FIMI Singoli. Lulu, 2013, S. 79.